# Hydreliox
Hydreliox (selten auch Hydrelux) ist ein Gasgemisch, das in Forschungsprojekten als Atemgas verwendet wird. Der Name setzt sich aus den Namen der Komponenten Wasserstoff (lateinisch hydrogenium, H2), Helium (He) und Sauerstoff (lateinisch oxygenium, O2) zusammen. Die Zusammensetzung ergibt sich daraus, dass Helium ein fast ideales Füllgas ist, weil es aufgrund seiner geringen Dichte auch bei hohem Druck leicht geatmet werden kann und es nicht narkotisch wirkt. Allerdings kann es das High Pressure Nervous Syndrome (HPNS) auslösen. Deshalb wird Wasserstoff beigemischt, der zwar narkotisch wirkt, aber HPNS geringfügig verringern kann.

## Vorteile
- Größere (bzw. sehr große) Tauchtiefen als vergleichsweise mit Atemluft, Helium oder anderen Gasgemischen möglich. Theoretisch bis zu 1000 Meter Tiefe, hierbei nur noch von der praktisch noch nicht verwendbaren Flüssigkeitsatmung übertroffen.
- Keine narkotische Wirkung, da kein Stickstoff genutzt wird (Stickstoffnarkose)
- Sehr geringer Atemwiderstand

## Nachteile
- Mögliche „reduzierende“ chemisch-biologische Wirkung von Wasserstoff.
- Durch die gute Wärmeleitfähigkeit von Wasserstoff und Helium erfolgt ein Auskühlen der Lunge des Tauchers.[2]
- Vorwiegend Trockentauchgänge in Druckkammern; 1988 eingesetzt im realen „Hydra-VIII“-Programm, wobei im Mittelmeer mit Menschen eine maximale Tauchtiefe von 534 m erreicht wurde; mit Tieren konnten erfolgreich Tiefen bis 900 m (1988, „Hydra IX“, Mäuse) und 1200 m (1994, „Hydra X“, Affen) betaucht werden.[3]
- Allgemeiner Aufwand und notwendige Sicherheit bei Tauchgängen in große Tiefen bleiben bestehen. Ebenso die notwendige Dekompression und die Wärmeproblematik.
- Hoher Preis
- Allgemeine Gefahr einer Knallgasexplosion an der Oberfläche bzw. in der Gasaufbereitung. Diese Gefahr ist unter Wasser geringer, in der eingesetzten Tiefe beim vorherrschenden Partialdruck nicht mehr vorhanden.